# Kochaniszki
Kochaniszki (biał. Коханішкі; ros. Коханишки) – wieś na Białorusi, w obwodzie witebskim, w rejonie brasławskim, w sielsowiecie Mieżany.

## Historia
W czasach zaborów w gminie Brasław, w powiecie nowoaleksandrowskim, w guberni wileńskiej Imperium Rosyjskiego.
W dwudziestoleciu międzywojennym wieś leżała w Polsce, w województwie nowogródzkim (od 1926 w województwie wileńskim), w powiecie brasławskim, w gminie Brasław.
Według Powszechnego Spisu Ludności z 1921 roku zamieszkiwało wieś 76 osób, wszystkie były wyznania rzymskokatolickiego. Jednocześnie 67 mieszkańców zadeklarowało polską przynależność narodową a 9 białoruską. Było tu 18 budynków mieszkalnych. W 1931 w 19 domach zamieszkiwało 106 osób.
Miejscowość należała do parafii rzymskokatolickiej w Brasławiu. Podlegała pod Sąd Grodzki w Brasławiu i Okręgowy w Wilnie; właściwy urząd pocztowy mieścił się w Brasławiu.